# Xã Buckhorn, Quận Baxter, Arkansas
Xã Buckhorn (tiếng Anh: Buckhorn Township) là một xã thuộc quận Baxter, tiểu bang Arkansas, Hoa Kỳ. Năm 2010, dân số của xã này là 969 người.